# Acheroxenylla
Acheroxenylla är ett släkte av urinsekter. Acheroxenylla ingår i familjen Hypogastruridae.
Kladogram enligt Catalogue of Life:
| Acheroxenylla | \| \| Acheroxenylla canariensis \| \| \| \| \| \| Acheroxenylla cretensis \| \| \| \| \| \| Acheroxenylla furcata \| \| \| \| |
|               | \| \| Acheroxenylla canariensis \| \| \| \| \| \| Acheroxenylla cretensis \| \| \| \| \| \| Acheroxenylla furcata \| \| \| \| |
|               | Acheroxenylla canariensis |
|               | |
|               | Acheroxenylla cretensis |
|               | |
|               | Acheroxenylla furcata |
|               | |